# Gołębik białosterny
Gołębik białosterny (Leptotila verreauxi) – gatunek średniej wielkości ptaka z rodziny gołębiowatych (Columbidae). Zamieszkuje Amerykę – od skrajnego południa USA przez Meksyk, Amerykę Centralną aż po Urugwaj i północną Argentynę. Nie jest zagrożony.

## Systematyka
Międzynarodowy Komitet Ornitologiczny (IOC) wyróżnia 13 podgatunków L. verreauxi; proponowane podgatunki zapluta i riottei uznaje za synonimy podgatunku nominatywnego. Podgatunek brasiliensis, wraz z approximans, decipiens i chalcauchenia, bywa niekiedy wydzielany do osobnego gatunku o nazwie Leptotila brasiliensis (gołębik brazylijski).

## Podgatunki i zasięg występowania
Poszczególne podgatunki zamieszkują:
- L. v. capitalis Nelson, 1898 – Islas Marías (u zachodnich wybrzeży Meksyku)
- L. v. angelica Bangs & T.E. Penard, 1922 – południowy Teksas (USA) oraz północny i środkowy Meksyk
- L. v. fulviventris Lawrence, 1882 – południowo-wschodni Meksyk do Belize i północno-wschodniej Gwatemali
- L. v. bangsi Dickey & Van Rossem, 1926 – zachodnia Gwatemala do zachodniej Nikaragui i zachodniego Hondurasu
- L. v. nuttingi Ridgway, 1915 – jezioro Nikaragua
- L. v. verreauxi Bonaparte, 1855 – gołębik białosterny[4] – południowo-zachodnia Nikaragua i Kostaryka do północnej Wenezueli, Antyle Holenderskie i Trynidad
- L. v. tobagensis Hellmayr & Seilern, 1915 – Tobago
- L. v. hernandezi Romero-Zambrano & Morales-Sanchez, 1981 – południowo-zachodnia Kolumbia
- L. v. decolor Salvin, 1895 – zachodnia Kolumbia do zachodniego i północnego Peru
- L. v. brasiliensis (Bonaparte, 1856) – gołębik brazylijski[4] – region Gujana i północna Brazylia
- L. v. approximans Cory, 1917 – północno-wschodnia Brazylia
- L. v. decipiens (Salvadori, 1871) – wschodnie Peru, Boliwia oraz zachodnia, środkowa i wschodnia Brazylia
- L. v. chalcauchenia P.L. Sclater & Salvin, 1870 – południowa Boliwia do południowo-wschodniej Brazylii, Urugwaju i północno-środkowej Argentyny

## Morfologia
Rozmiary wszystkich podgatunków są do siebie zbliżone, w tabeli przedstawiono rozmiary podgatunku nominatywnego (L. v. verreauxi).
| Długość ciała  | 235–295 mm    |
| Skrzydło       | 125–145 mm    |
| Ogon           | 91,5–109,5 mm |
| Środkowy palec | 21–26 mm      |
| Skok           | 25,5–35,5 mm  |

## Zachowanie
Zjada głównie nasiona, owoce i owady, które znajduje, chodząc po ziemi i przeszukując podłoże i niską roślinność.
Gniazdo to nieporęczna, płytka miseczka z gałązek, umieszczona zwykle w rozwidleniu gałęzi drzewa na wysokości 1,8–3,0 m. Budują je oba ptaki z pary – samiec przynosi budulec, a samica go rozmieszcza. W zniesieniu od 1 do 3 kremowych jaj, bez wzorów.

## Status
IUCN uznaje gołębika białosternego za gatunek najmniejszej troski (LC, Least Concern) nieprzerwanie od 1988 roku. W 2019 roku organizacja Partners in Flight szacowała liczebność światowej populacji na około 20 milionów dorosłych osobników. Trend liczebności populacji uznawany jest za stabilny.

## Galeria

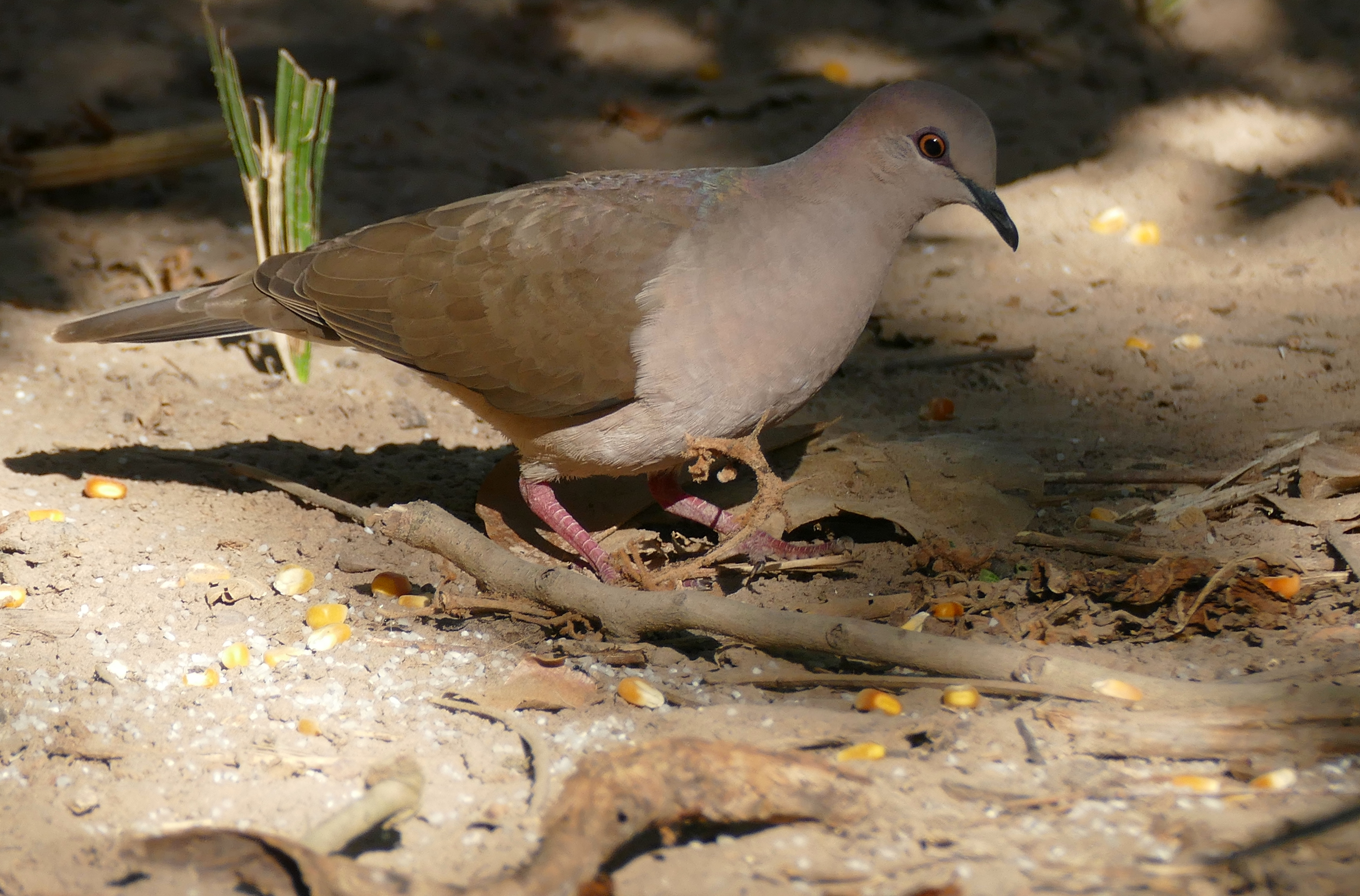
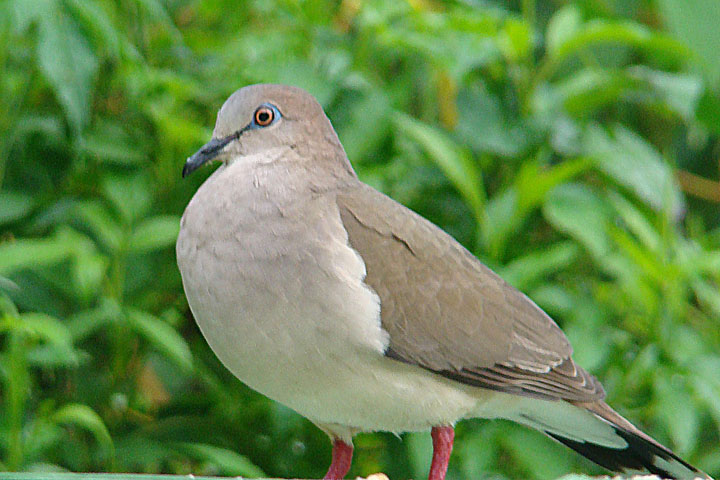
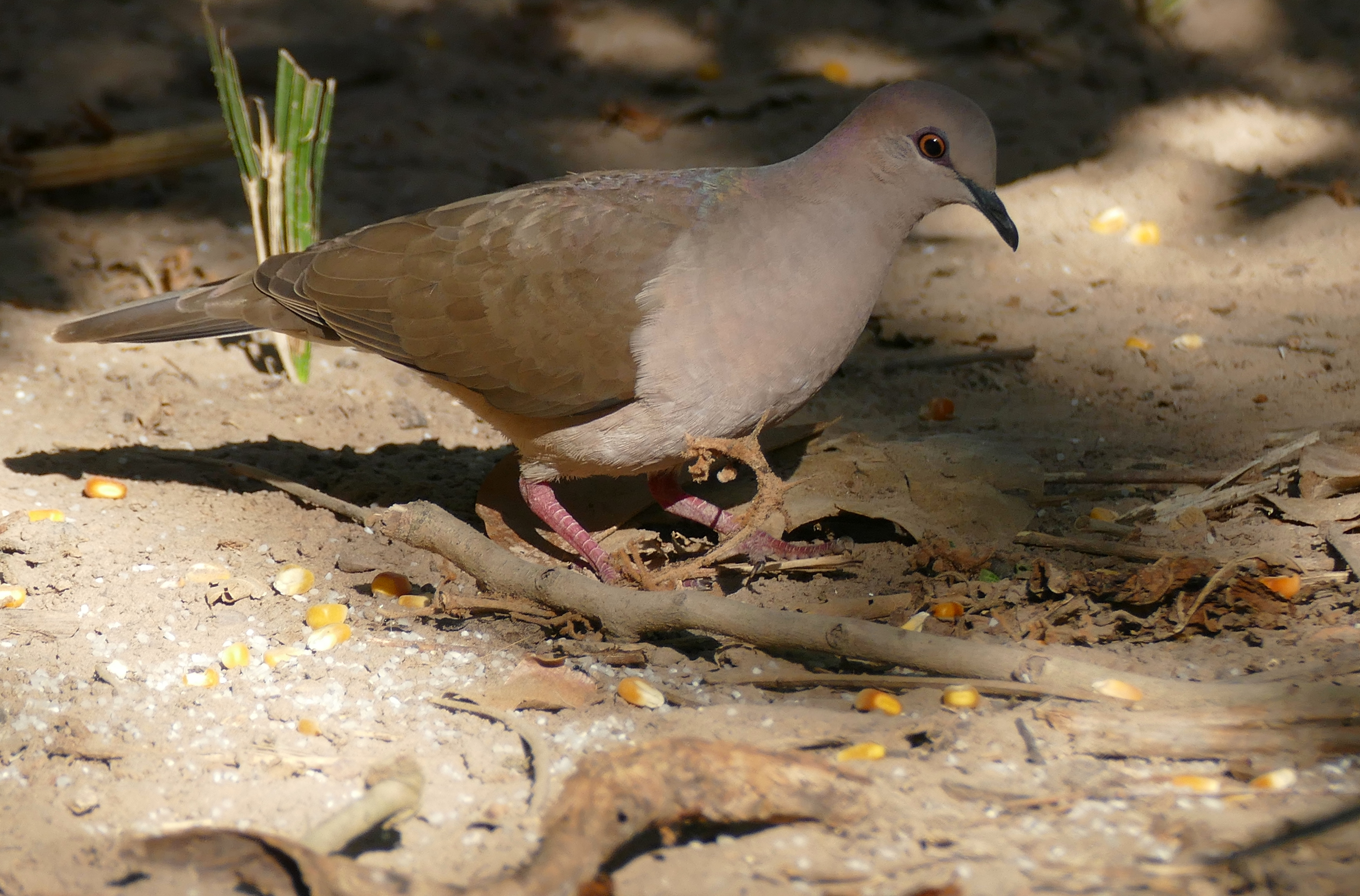
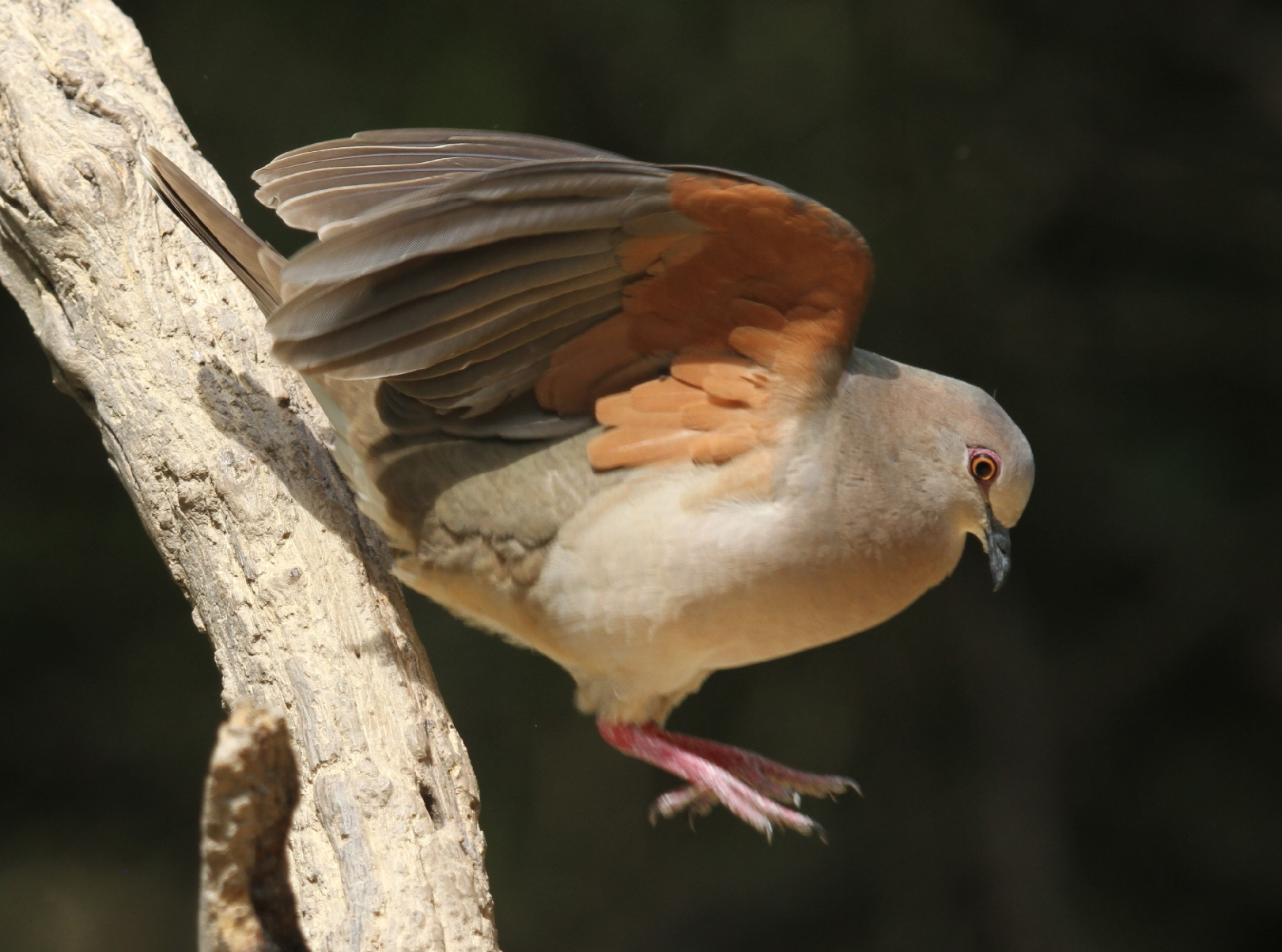